# Bartłomiej Oleś
Bartłomiej Oleś (ur. 4 stycznia 1973 w Sosnowcu) – polski perkusista, kompozytor, producent muzyczny.
Współpracuje z artystami polskiej i zagranicznej sceny jazzowej. Są to m.in.: Kenny Werner, Theo Jörgensmann, Erik Friedlander, David Murray, Tomasz Stańko, Jorgos Skolias, Antoni Gralak, Ken Vandermark, Chris Speed, Herb Robertson, Simon Nabatov, Michael Rabinowitz, Jean-Luc Cappozzo, Frank Gratkowski, William Parker, Rob Brown, Mark Taylor, Albrecht Maurer, Andrzej Przybielski, Rudi Mahall, Adam Pieronczyk i inni.
Komponuje dla Teatru Narodowego w Warszawie, Teatru Telewizji, Teatru Słowackiego w Krakowie, Teatru Witkacego w Zakopanem, Teatru Współczesnego we Wrocławiu i innych.
Występował na festiwalach: Montreux Jazz Festival w Szwajcarii, Jazz En Nord i Jazz D'OR we Francji, Era Jazzu (pod honorowym patronatem prof. Krzysztofa Pendereckiego), Warsaw Summer Jazz Days, Albaimpro, Pepsi Music Siget na Węgrzech i wielu innych.

## Galeria

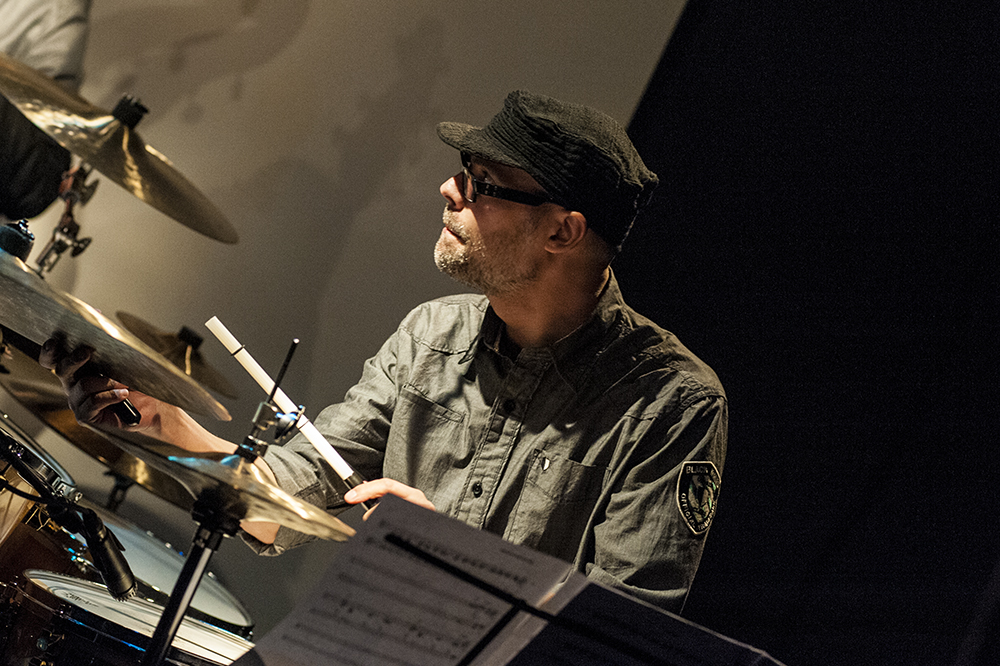
Występ w Teatrze Akademia, Warszawa - październik 2012.
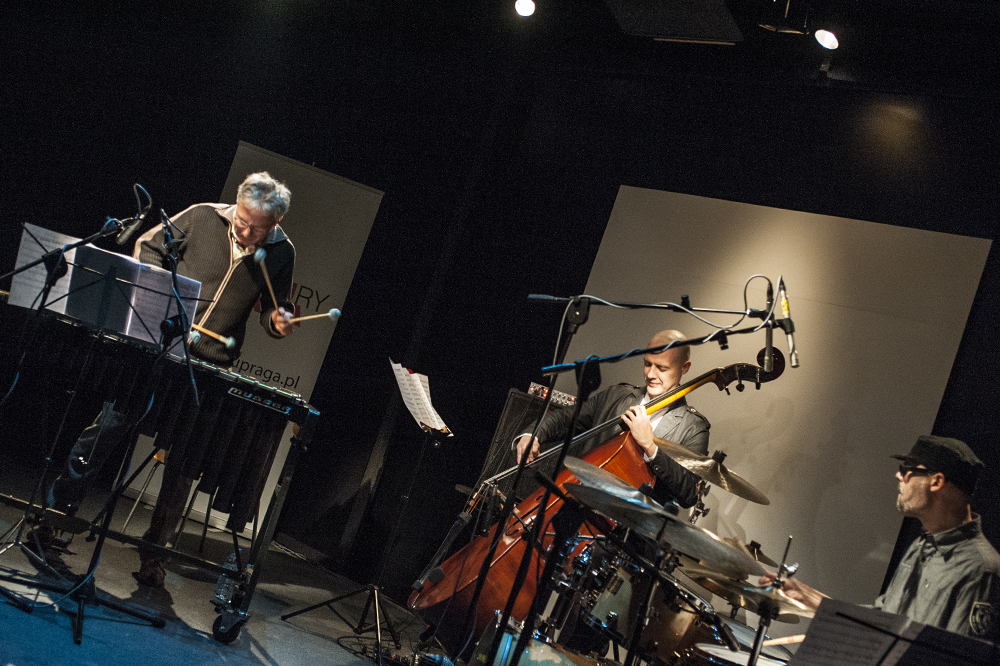
Koncert z niemieckim wibrafonistą Christopherem Dellem w Warszawie, październik 2012.
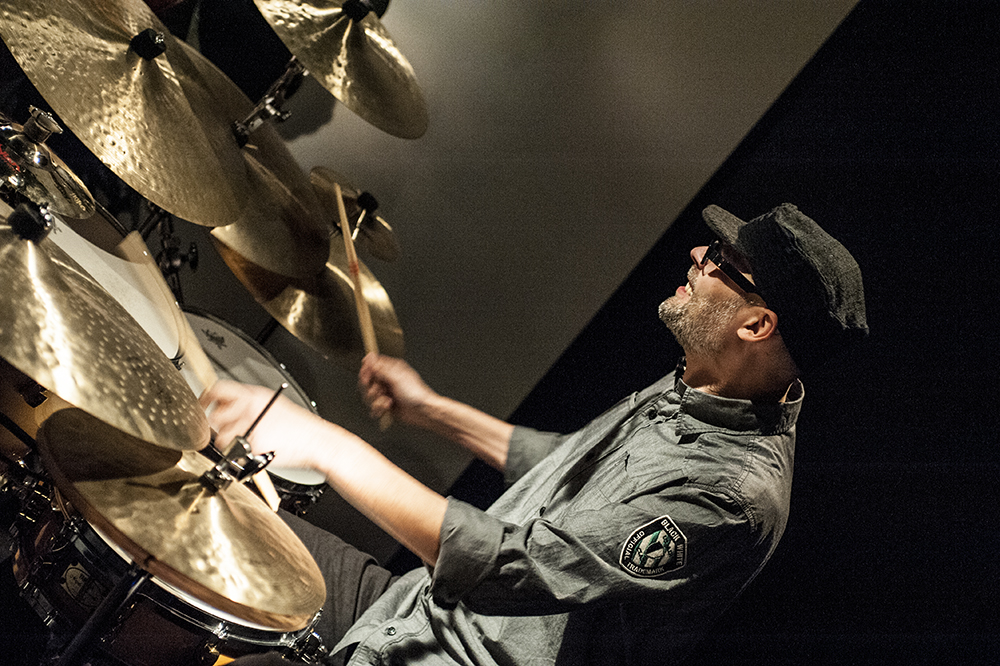
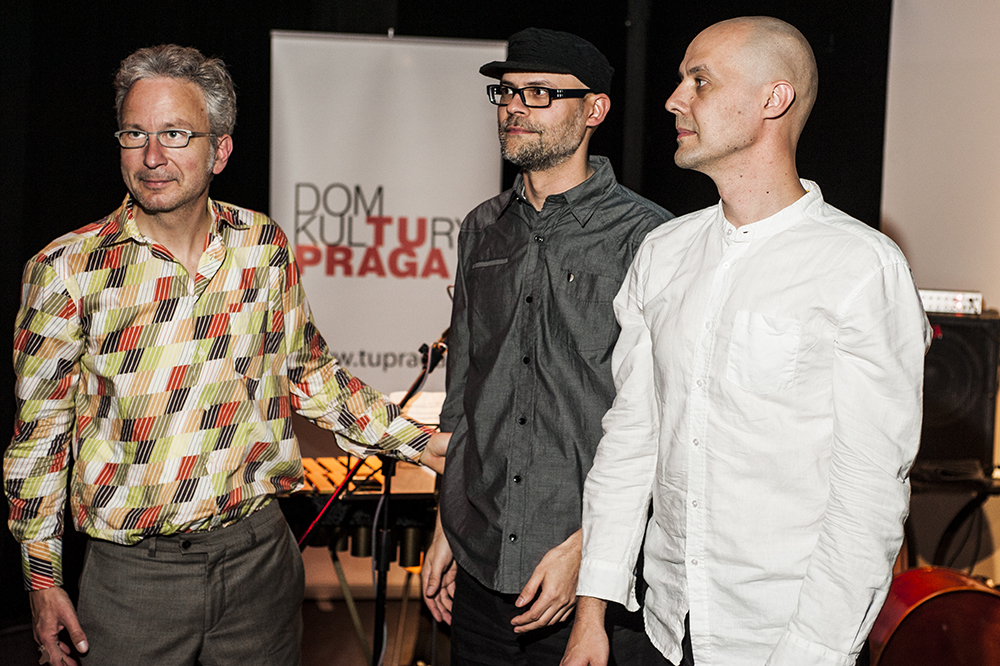
Po koncercie - od lewej Ch.Dell, Bartłomiej Oleś, Marcin Oleś.

## Dyskografia
- Oleś Brothers & Christopher Dell Górecki Ahead (Audio Cave 2018)
- Marcin & Bartłomiej Oleś DUO Spirit of Nadir (Audio Cave 2017)
- Oleś Brothers & Antoni Gralak Primitivo (For Tune 2016)
- Oleś Brothers & Theo Jörgensmann Transgression (Słuchaj! 2016)
- Marcin & Bartłomiej Oleś DUO One Step From The Past (Fenommedia 2016)
- Oleś Brothers & Jorgos Skolias SEFARDIX Maggid (Fenommedia 2016)
- Bartłomiej Oleś / Tomasz Dąbrowski Chapters (Fenommedia 2015)
- Oleś Brothers & Christopher Dell Komeda Ahead (Słuchaj! 2014)
- Oleś Brothers & Jorgos Skolias Sefardix (For Tune 2013)
- Andrzej Przybielski / Oleś Brothers De Profundis (Fenommedia 2011)
- Marcin Oleś & Bartłomiej Brat Oleś Other voices, other scenes Theatre & film music (Fenommedia 2010)
- Oleś Brothers with Rob Brown Live at SJC (Fenommedia 2009)
- Marcin & Bartłomiej Brat Oleś DUO (Fenommedia 2008)
- Theo Jorgensmann & Oles Brothers Alchemia (HatHut 2008)
- Herb Robertson Trio + Marcin Oleś & Bartłomiej Brat Oleś Live at Alchemia (NotTwo, 2007)
- Marcin Oleś & Bartłomiej Brat Oleś + Theo Jörgensmann Live in Poznań 2006 (Fenommedia 2007)
- Bartłomiej Brat Oleś Shadows (Fenommedia, 2006)
- Marcin Oleś Walk Songs (Fenommedia, 2006)
- Marcin Oleś & Bartłomiej Brat Oleś Chamber Quintet with Friedlander, Rabinowitz, Somer (Fenommedia, 2005)
- Marcin Oleś & Bartłomiej Brat Oleś + Theo Jörgensmann – Directions (Fenommedia, 2005)
- Oleś / Trzaska / Oleś + Jean-Luc Cappozzo – Suite for trio+ (Fenommedia, 2005)
- Ken Vandermark feat Marcin Oleś & Bartłomiej Brat Oleś – Ideas (NotTwo, 2005)
- Andrzej Przybielski feat Marcin Oleś & Bartłomiej Brat Oleś – Abstract (NotTwo, 2005)
- Bartłomiej Brat Oleś – FreeDrum Suite [drums solo] (NotTwo, 2004)
- David Murray feat Marcin Oleś & Bartłomiej Brat Oleś – Circles – live in Cracow (NotTwo, 2003)
- Marcin Oleś & Bartłomiej Brat Oleś + Theo Jörgensmann – Miniatures (NotTwo, 2003)
- Oleś / Trzaska / Oleś – la SKETCH up (1kg, 2003)
- Oleś / Mahall / Tiberian / Oleś – Contemporary Quartet (NotTwo, 2002)
- Oleś / Trzaska / Oleś – Mikro Muzik (1kg, 2002)
- Custom Trio – Back Point (NotTwo, 2002)
- Oleś / Pieronczyk / Oleś – Gray Days (NotTwo, 2001)
- Custom Trio & Andrzej Przybielski – Free Bop (Polonia, 2000)
- Custom Trio – Mr. Nobody (WM Accord, 1999)